# Amperea volubilis
Amperea volubilis là một loài thực vật có hoa trong họ Đại kích. Loài này được F.Muell. ex Benth. mô tả khoa học đầu tiên năm 1873.